# Gōno-kawa
Le fleuve Gōno (江の川, Gōno-kawa) est le plus long cours d'eau de la région de Chūgoku au Japon. D'une longueur de 194 km, il prend sa source au mont Asa à Kitahiroshima, traverse les préfectures de Hiroshima et de Shimane, et se jette dans la mer du Japon à Gōtsu.

## Municipalités concernées
La rivière traverse ou dessine les limites des municipalités suivantes : Kitahiroshima, Akitakata et Miyoshi, dans la préfecture d'Hiroshima, et, dans celle de Shimane, Ōnan, Misato, Kawamoto et Gōtsu.